# Cầm mộc
Cầm mộc hay còn gọi tên khác là nhội, (danh pháp khoa học: Citharexylum spinosum) là một loài thực vật có hoa trong họ Cỏ roi ngựa. Loài này được L. mô tả khoa học đầu tiên năm 1753.